# Рождество Богородично (Мавруда)
„Рождество Богородично“ (на гръцки: Γεννήσεως τῆς Θεοτόκου) е православна църква в село Мавруда (Маврово), Гърция, част от Сярската и Нигритска епархия.
Основният камък на църквата е положен в центъра на селото в 1951 година. Строежът спира за известно време, за да продължи в 1959 година. Първата литургия е отслужена на 7 юни 1964 година от йеромонах Генадий Калупцис.